# Untersturmführer

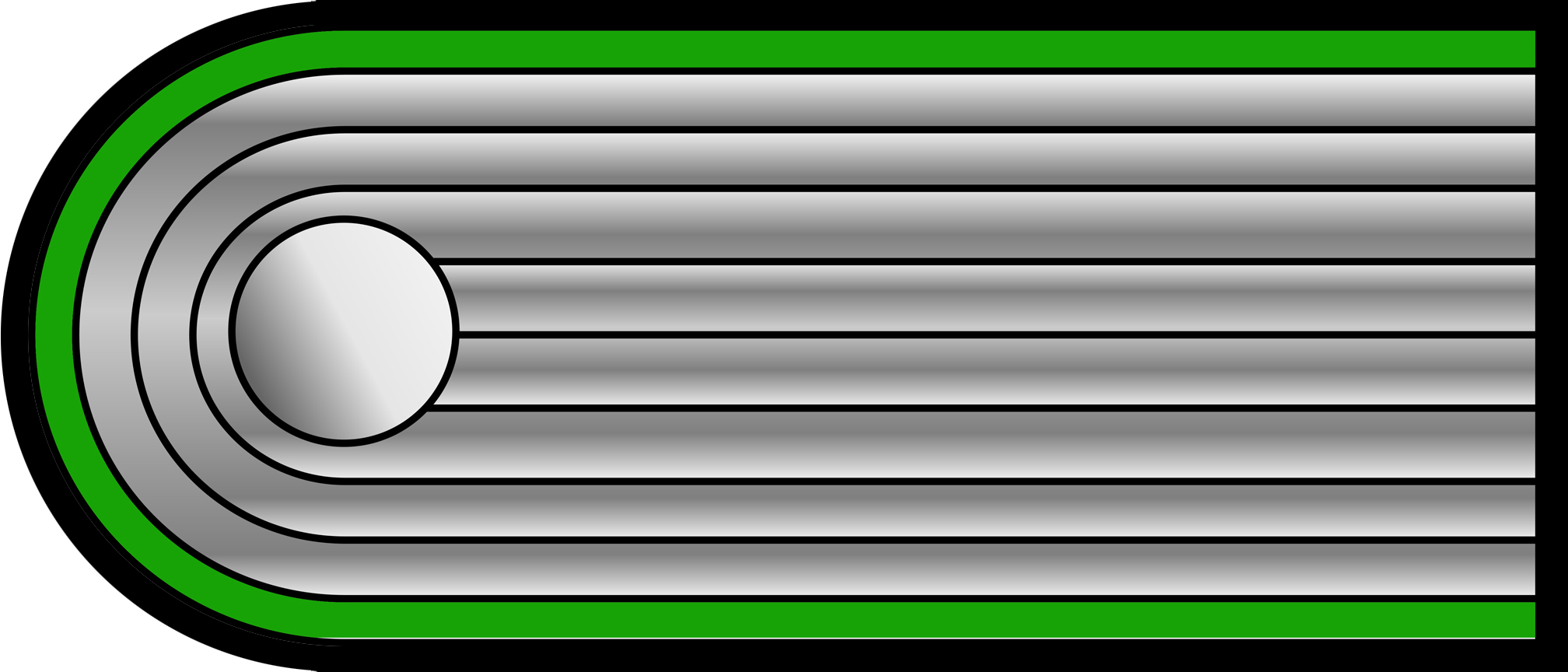
Galón de SS-Untersturmführer.

Emblema de cuello para el grado de untersturmführer de las SS

Untersturmführer fue uno de los rangos militares de la Alemania nazi usado tanto en las Sturmabteilung (SA, Sección de asalto) que lo definían sencillamente como SA-sturmführer, como en las Schutzstaffel (SS, cuerpo de protección), en este caso como SS-untersturmführer.
Su traducción bien podría ser "jefe subalterno de unidad de asalto" o, sencillamente, "jefe de asalto". Este rango siguió la tradición de las tropas especiales de asalto, originadas en la Primera Guerra Mundial, en las que el título de sturmführer lo ejercía un jefe de sección. En 1925 los SA lo utilizaron. En 1928 lo adoptaron los SS, para en los años 30 convertirlo finalmente en untersturmführer.
El rango de untersturmführer era una de las jerarquías de más bajo nivel entre los oficiales, siendo la segunda después del sturmscharführer (suboficial mayor). Equivale al Alférez en el ejército de tierra español, y a subteniente en la mayoría de ejércitos de países americanos.

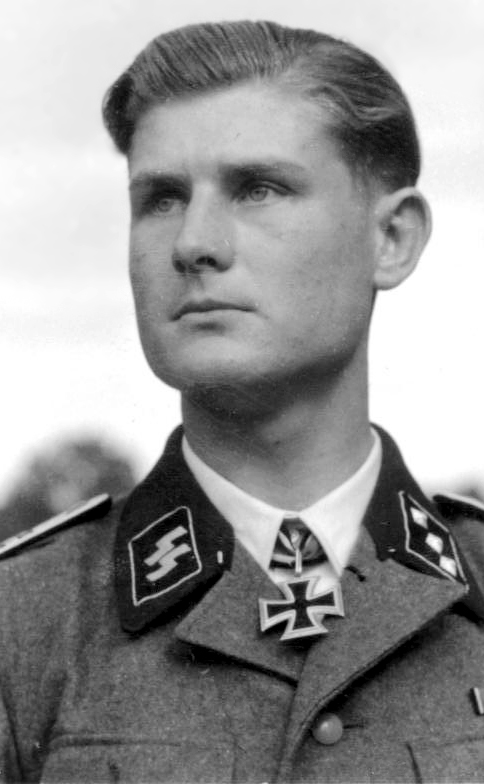
Werner Wolff, SS-untersturmführer

- Datos: Q310761
- Multimedia: SS-Untersturmführer / Q310761